# Fuenfría-Pass
Der ca. 1792 m hohe Fuenfría-Pass / Puerto de La Fuenfría überquert die Sierra de Guadarrama. Er verband in früheren Zeiten die Römerstädte Segobriga (Segovia) und Titulcia und somit die fruchtbaren Hochebenen (mesetas) Alt- und Neukastiliens; heute ist die Schotterstraße für normale PKWs gesperrt und kann nur noch als Wander- oder Fahrradweg begangen oder befahren werden; im Winter bestehen häufig Schneesperren.

## Lage
Die eigentliche Passhöhe befindet sich ca. 500 m östlich der politischen Grenze zwischen den beiden Provinzen Madrid und Segovia. Südlich des Passes liegt das aus mehreren Bächen bestehende Quellgebiet des Río Guadarrama.

## Geschichte
Bereits Iberer und Kelten nutzten sehr wahrscheinlich die Passstrecke; die Römer bauten eine befestigte Straße über den Pass, von der in tieferen Lagen noch Teilstücke erhalten sind. Mit der Verbesserung der Infrastruktur seit der Mitte des 19. Jahrhunderts verlor der Pass mehr und mehr an Bedeutung; heute wird er nur noch als Wanderweg genutzt.

## Einzelnachweise

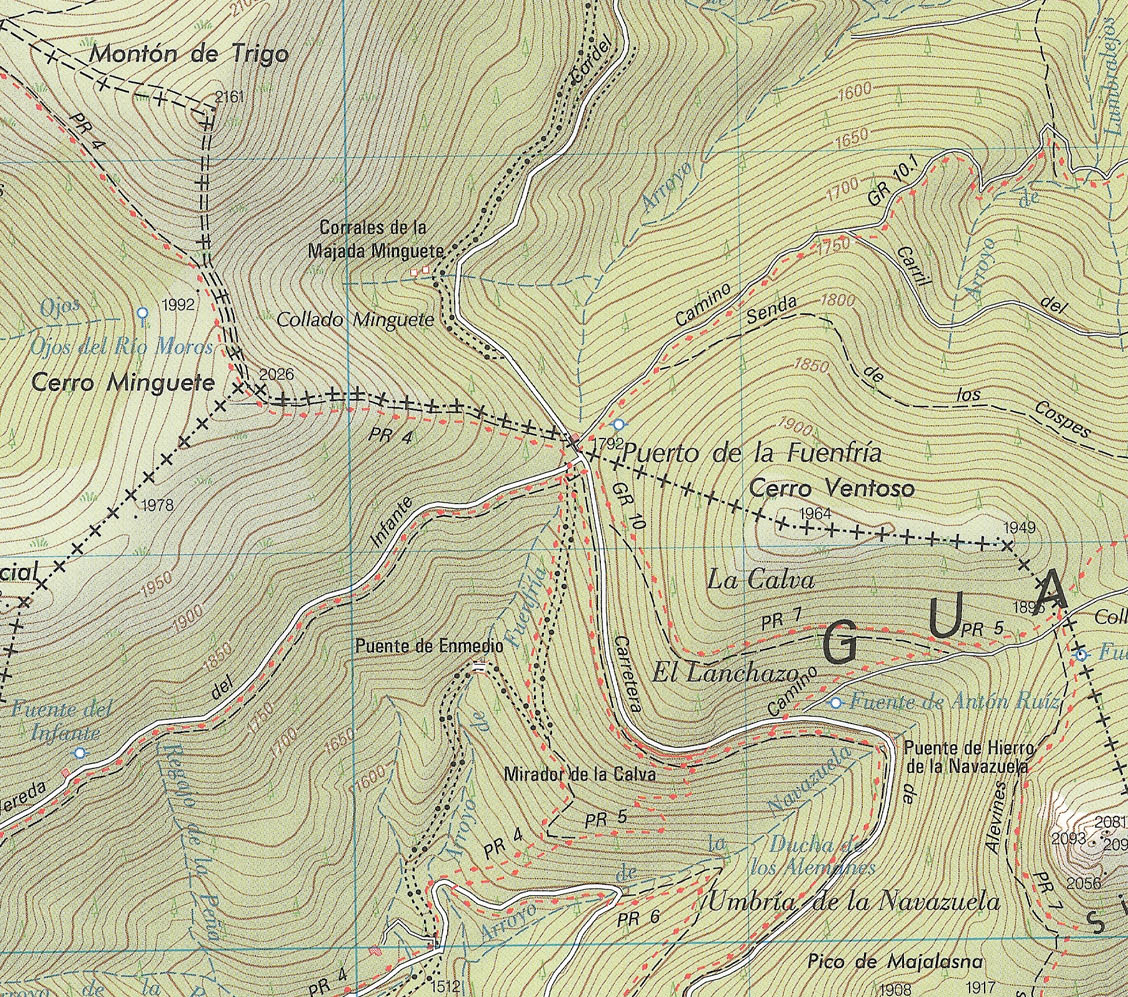
Topografische Karte